# Saulce-sur-Rhône
Pour les articles homonymes, voir Saulce.
Saulce-sur-Rhône est une commune française située dans le département de la Drôme en région Auvergne-Rhône-Alpes.

## Géographie

### Localisation
La commune de Saulce-sur-Rhône est située à 7 km au sud de Loriol-sur-Drôme (chef-lieu du canton) et à 18 km au nord de Montélimar.

### Hydrographie
La commune se trouve sur la rive gauche du Rhône qui est doublé par le canal d'amenée.
Elle est arrosée par les cours d'eau suivants :
- la Teysonne ;
- Ruisseau de l'Olagnier ;
- Ruisseau de Véronne.

### Climat
Pour des articles plus généraux, voir Climat d'Auvergne-Rhône-Alpes et Climat de la Drôme.
En 2010, le climat de la commune est de type climat méditerranéen franc, selon une étude du Centre national de la recherche scientifique s'appuyant sur une série de données couvrant la période 1971-2000. En 2020, Météo-France publie une typologie des climats de la France métropolitaine dans laquelle la commune est exposée à un climat méditerranéen et est dans la région climatique  Provence, Languedoc-Roussillon, caractérisée par une pluviométrie faible en été, un très bon ensoleillement (2 600 h/an), un été chaud (21,5 °C), un air très sec en été, sec en toutes saisons, des vents forts (fréquence de 40 à 50 % de vents > 5 m/s) et peu de brouillards. 
Pour la période 1971-2000, la température annuelle moyenne est de 13 °C, avec une amplitude thermique annuelle de 17,7 °C. Le cumul annuel moyen de précipitations est de 852 mm, avec 6,5 jours de précipitations en janvier et 4,3 jours en juillet. Pour la période 1991-2020, la température moyenne annuelle observée sur la station météorologique de Météo-France la plus proche, « Livron », sur la commune de Livron-sur-Drôme à 9 km à vol d'oiseau, est de 13,5 °C et le cumul annuel moyen de précipitations est de 917,0 mm,. Pour l'avenir, les paramètres climatiques de la commune estimés pour 2050 selon différents scénarios d'émission de gaz à effet de serre sont consultables sur un site dédié publié par Météo-France en novembre 2022.

### Voies de communication et transports
La commune est traversée par la route Nationale 7 ainsi que par l'autoroute A7. La bretelle la plus proche est à quelques kilomètres plus au nord :  16 Loriol-sur-Drôme.

## Urbanisme

### Typologie
Au 1er janvier 2024, Saulce-sur-Rhône est catégorisée bourg rural, selon la nouvelle grille communale de densité à 7 niveaux définie par l'Insee en 2022.
Elle est située hors unité urbaine et hors attraction des villes,.

### Occupation des sols
L'occupation des sols de la commune, telle qu'elle ressort de la base de données européenne d’occupation biophysique des sols Corine Land Cover (CLC), est marquée par l'importance des territoires agricoles (66,6 % en 2018), en diminution par rapport à 1990 (70,9 %). La répartition détaillée en 2018 est la suivante : 
zones agricoles hétérogènes (56,1 %), eaux continentales (13,7 %), forêts (12 %), cultures permanentes (10,5 %), zones urbanisées (4,4 %), zones industrielles ou commerciales et réseaux de communication (3,3 %). L'évolution de l’occupation des sols de la commune et de ses infrastructures peut être observée sur les différentes représentations cartographiques du territoire : la carte de Cassini (XVIIIe siècle), la carte d'état-major (1820-1866) et les cartes ou photos aériennes de l'IGN pour la période actuelle (1950 à aujourd'hui).

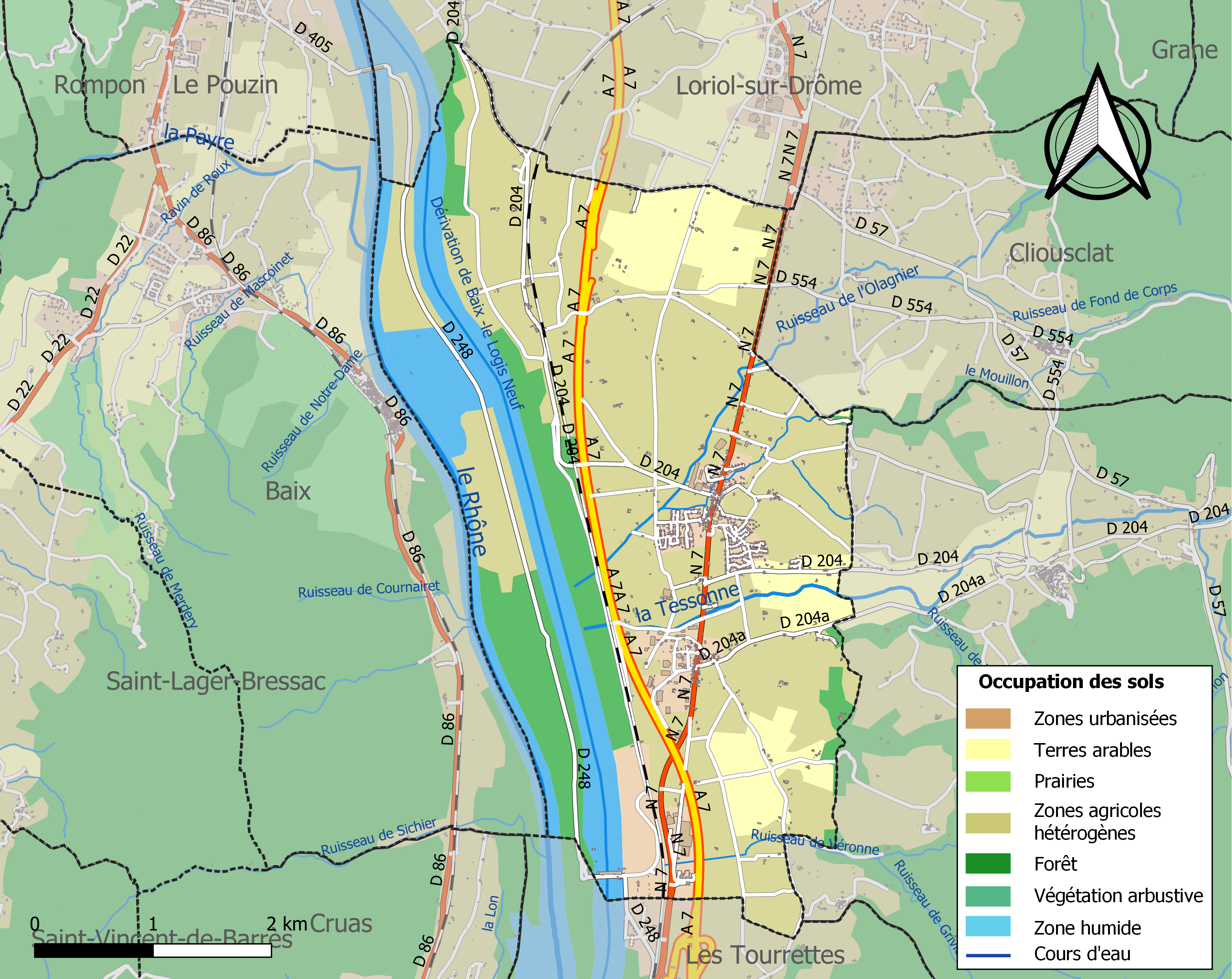
Carte des infrastructures et de l'occupation des sols de la commune en 2018 (CLC).

### Quartiers, hameaux et lieux-dits
Site Géoportail (carte IGN) :
- Banse
- Chardonnier
- Château Freycinet
- Château Gazavel
- Château la Tour de Veyre
- Clavelle
- Clessat
- Condamine Longue
- Fouillas
- la Bâtie
- la Chaparde
- la Dame
- la Ménagerie
- la Motte
- l'Apothicaire
- la Puce
- le Bosquet
- le Colomb
- le Colombier
- le Pavé
- les Blaches
- les Chapelles
- les Comtes
- le Serre
- les Îles
- les Reys de Saulce
- les Rustes
- Leydier
- l'Île Borel
- l'Île Tamissier
- l'Olivette
- Maison Astier
- Maison Bardet
- Maison Chastel
- Maison Chastan
- Maison Cholvy
- Maison Courbier
- Maison Defaysse
- Maison Dubois
- Maison Dufau
- Maison Durand
- Maison Faure
- Maison Mourier
- Maison Nury
- Maison Pélissier
- Maison Sérusclat
- Maison Sestier
- Meluret
- Pompeï
- Saint-Pierre
- Usine Berthenod

## Toponymie

### Attestations
Dictionnaire topographique du département de la Drôme :
- 1771 : Sausse sur Mirmande (archives de la Drôme, E 995).
- 1891 : Saulce, commune du canton de Loriol.

(non daté)[réf. nécessaire] : Saulce-sur-Rhône.

## Histoire

### Antiquité: les Gallo-romains
Le territoire de la commune est traversé par la Via Agrippa. Une station est située au lieu-dit Bances (voir ce nom).

### Du Moyen Âge à la Révolution
La terre fait partie de celle de Mirmande.
La commune actuelle correspond approximativement à l'ancienne paroisse de Bances qui fut supprimée au XIVe siècle puis rétablie au XVIIe siècle sous le nom de paroisse des Îles de Bayes.

Cette paroisse avait pour collateur l'évêque diocésain et pour décimateur l'abbé de Saou (en sa qualité de prieur de Saint-Didier de Mirmande).
XVIIe siècle : présence d'une relais de poste.

#### Bances
Dictionnaire topographique du département de la Drôme :
- 333 : Bantianis (Itinéraire de Bordeaux à Jérusalem) ou Vancianis (variation du ms. de Paris).
- Ve siècle : Batiana (Table de Peutinger).
- Vers 700 : Untiana (Anonyme de Ravenne).
- 1179 : mention de la paroisse : ecclesia Bancianis (cartulaire de Saint-Chaffre, 33).
- 1549 : mention du prieuré : prioratus Beate Marie de Bayno (rôle de décimes).
- 1729 : mention du prieuré : le prioré de Notre-Dame de Bance (rôle de décimes).
- 1891 : Bances, quartier de la commune de Saulce.

Cette ancienne station de la voie romaine est devenue le chef-lieu d'une paroisse du diocèse de Valence. Les dîmes appartenaient au prieur de Cliousclat (remplacé au XVe siècle par l'évêque de Valence).
Supprimée dès le XIVe siècle, cette paroisse est remplacée, au siècle suivant, par un prieuré séculier dit de Notre-Dame de Bances ou de Bayes. Il était de la collation de l'évêque diocésain.
Le 19 avril 1826, la circonscription paroissiale de Bances est érigée en succursale sous le nom de les Îles de Bayes.
Le centre de population s'étant insensiblement déplacé, cette paroisse est devenue la paroisse puis, en 1860, la commune de Saulce.

#### Château La Tour de Veyre
Le toponyme serait issu de l'occitan veyre « voir ». Elle est en effet bâtie sur un bloc de poudingue d'où l'on peut « voir » la vallée du Rhône sur plus de trente kilomètres[réf. nécessaire].
Dictionnaire topographique du département de la Drôme :
- 1342 : bastida de Verre (inventaire des Dauphins, 95).
- 1359 : bastida de Verro (cartulaire de Montélimar, 61).
- 1360 : turris vocata de Verre et turris dal Verre (cartulaire de Montélimar, 61).
- 1695 : la Bâtie et Tour-du-Verre (archives de la Drôme, C 936).
- 1695 : la Bâtie-du-Verre (archives de la Drôme, C 945).
- 1739 : la Bâtie-de-Mirmande (archives de la Drôme, E 2263).
- 1766 : la Tour-du-Verre lez Mirmande (Devifz, notaire à Lachamp).
- 1891 : La Bâtie-Tour-de-Verre, château sur la commune de Saulce.

En 2020, le site Géoportail donne l'appellation Château La Tour de Veyre.
La seigneurie :
- Au point de vue féodal, la terre était du fief des évêques de Valence.
- Possession des Adhémar (Adhémar de Monteil[réf. nécessaire]).
- 1296 : elle passe aux Donzère (Guillaume de Donzère[réf. nécessaire]).
- Recouvrée par les Adhémar.
- 1489 : vendue aux Baile (Bayle, dont trois blasons sont incrustés dans les murs : deux dans la cour intérieure et un dans la cuisine ; ces blasons représentent un lévrier. Les armoiries de ces blasons ont été martelées à la Révolution[réf. nécessaire]).
- Avant 1540 : passe (par mariage) aux Bannes, derniers seigneurs de la Bâtie-Tour-de-Verre (Paul-César de Banne (1732-1806), marquis de Puygiron, est le dernier seigneur de la Tour[réf. nécessaire]).

De la Révolution à nos jours[réf. nécessaire] :
- Charles-Sébastien de Banne (1762-1836), fils du dernier seigneur, et sa mère Geneviève de Banne (1732-1812) restent propriétaires.
- 1812 : la Tour du Vère est vendue à un allié de leur famille : le général vicomte Joseph Marie de Pernety (1766-1856).
- 1836 : Ernest de Soubeyran de Saint-Prix achète la Tour, ses dépendances et 123 hectares. Il s'y installe avec son épouse, Adélaïde Domet de Mont. Depuis, sept générations ont habité la Tour du Vère.
- De nombreux artistes et des hommes politiques y ont séjourné ; Émile Loubet, président de la République, étant le plus connu.

Évolution du bâtiment et du domaine[réf. nécessaire] :
- À l'époque des Adhémar de Monteil, seule une partie du donjon existait. Il était carré, accolé des deux façades nord et est.
- La famille Bayle ferma la cour intérieure au XVe siècle. On accédait à cette dernière en calèche par une rampe d'accès qui se situait à la place des marches actuelles menant à la grande terrasse. Les écuries se trouvaient à la place du grand salon actuel.
- La famille Banne a décoré cette cour intérieure de fenêtres et de portes d'époque Renaissance. Ils ont aussi apposé au donjon une tour heptagonale qui contient un escalier à vis montant au sommet du donjon et desservant les pièces. Une chapelle de style gothique fut construite dans la façade est.
- Ernest de Saint-Prix apporta lui aussi de nombreux aménagements à la Tour qui était en partie ruinée. Il rénove les structures de la cour intérieure avec des portes, des escaliers et de nouvelles pièces. Il crée la façade sud. Il fait construire la grande terrasse ainsi que les escaliers qui remplacent la rampe carrossable. Il transforme les écuries en salon : pour cela, il fait construire une voûte et fait appel à un peintre italien pour la décorer.

Ernest de Saint-Prix dessine le parc et l'allée de platanes. Il embauche un ancien soldat du Génie de Napoléon à la Bérézina pour les terrassements et l'aménagement hydraulique.
- Le fils d'Ernest, Camille de Saint-Prix poursuivit la restauration. Il embaucha un jardinier qui se révélera si habile qu'il finira jardinier en chef des jardins du Sénat (palais du Luxembourg) à Paris.

Camille était artiste-peintre, élève de Thomas Couture et ami de Gustave Courbet ; il eut l'idée de restaurer une vieille cheminée délabrée d'époque Renaissance qui se trouvait au château des Tourettes, distant de trois kilomètres, et plaça cette cheminée dans le salon.
Au XIXe siècle, on cultivait la vigne mais après la destruction des pieds de vigne par le phylloxera, Camille construisit la magnanerie qui se trouve de l'autre côté de la grande cour, et planta 50 hectares de mûriers pour l'élevage du ver à soie.

### De la Révolution à nos jours
Le 29 juin 1854, la Compagnie du chemin de fer de Lyon à la Méditerranée (LM) ouvre à l'exploitation la section de Valence à Avignon qui traverse le territoire de la commune où elle met en service la gare de Saulce.
Le 14 juillet 1860, Saulce est distraite de la commune de Mirmande pour former une commune distincte du canton de Loriol.
Le 27 avril 1870, la cour d'assises de la Drôme juge l'affaire Guillaume Bayon qui s'était déroulée à Saulce-sur-Rhône[réf. nécessaire].

## Politique et administration

### Administration municipale
Le nombre d'habitants au dernier recensement étant compris entre 1 500 et 2 499, le nombre de membres du conseil municipal est de 19.
À la suite de l'élection municipale de 2020, le conseil municipal est composé de 4 adjoints et de 14 conseillers municipaux[source insuffisante].

### Liste des maires
| Période                                                                   | Période         | Identité                             | Étiquette | Qualité                                    |
| ------------------------------------------------------------------------- | --------------- | ------------------------------------ | --------- | ------------------------------------------ |
| Les données manquantes sont à compléter. : depuis 1860                    |                 |                                      |           |                                            |
| 1860                                                                      | 1871            | Joseph Rodet                         |           |                                            |
| Les données manquantes sont à compléter. : depuis la fin du Second Empire |                 |                                      |           |                                            |
| 1871                                                                      | 1874            | ?                                    |           |                                            |
| 1874                                                                      | 1878            | ?                                    |           |                                            |
| 1878                                                                      | 1884            | ?                                    |           |                                            |
| 1884                                                                      | 1888            | ?                                    |           |                                            |
| 1888                                                                      | 1892            | ?                                    |           |                                            |
| 1892                                                                      | 1896            | ?                                    |           |                                            |
| 1896                                                                      | 1900            | ?                                    |           |                                            |
| 1900                                                                      | 1904            | ?                                    |           |                                            |
| 1904                                                                      | 1908            | ?                                    |           |                                            |
| 1908                                                                      | 1912            | ?                                    |           |                                            |
| 1912                                                                      | 1919            | ?                                    |           |                                            |
| 1919                                                                      | 1925            | ?                                    |           |                                            |
| 1925                                                                      | 1929            | ?                                    |           |                                            |
| 1929                                                                      | 1935            | ?                                    |           |                                            |
| 1935                                                                      | 1945            | ?                                    |           |                                            |
| 1945                                                                      | 1947            | ?                                    |           |                                            |
| 1947                                                                      | 1953            | ?                                    |           |                                            |
| 1953                                                                      | 1959            | ?                                    |           |                                            |
| 1959                                                                      | 1965            | ?                                    |           |                                            |
| 1965                                                                      | 1971            | ?                                    |           |                                            |
| 1971                                                                      | 1977            | Gustave Joubert                      |           |                                            |
| 1977                                                                      | 1983            | Eugène Royannez                      | DVG       |                                            |
| 1983                                                                      |                 | Henri Fauqué                         | DVG       | Suppléant du député Alain Fort (1988-1993) |
| 1989                                                                      |                 | Henri Fauqué                         | DVG       |                                            |
| 1995                                                                      |                 | Henri Fauqué                         | DVG       |                                            |
| 2001                                                                      |                 | Henri Fauqué                         | DVG       |                                            |
| 2008                                                                      | 2014            | Henri Fauqué                         | DVG       | retraité                                   |
| 2014                                                                      | 2020            | Henri Fauqué                         | DVG       | maire sortant                              |
| 2020 (28 mai)                                                             | 2022 (22 avril) | Daniel Buonomo                       |           |                                            |
| 2022 (23 avril) (élection ?)                                              | En cours        | Stéphane Vargas[source insuffisante] |           |                                            |

### Rattachements administratifs et électoraux
La commune a rejoint la communauté d'agglomération de Montélimar en 2010.

## Population et société

### Démographie
L'évolution du nombre d'habitants est connue à travers les recensements de la population effectués dans la commune depuis 1861. Pour les communes de moins de 10 000 habitants, une enquête de recensement portant sur toute la population est réalisée tous les cinq ans, les populations de référence des années intermédiaires étant quant à elles estimées par interpolation ou extrapolation. Pour la commune, le premier recensement exhaustif entrant dans le cadre du nouveau dispositif a été réalisé en 2005.

En 2022, la commune comptait 1 882 habitants, en évolution de +1,73 % par rapport à 2016 (Drôme : +2,64 %, France hors Mayotte : +2,11 %).
| 1861  | 1866  | 1872  | 1876  | 1881  | 1886  | 1891  | 1896  | 1901  |
| ----- | ----- | ----- | ----- | ----- | ----- | ----- | ----- | ----- |
| 1 291 | 1 295 | 1 314 | 1 286 | 1 167 | 1 180 | 1 198 | 1 131 | 1 107 |

| 1906  | 1911  | 1921  | 1926  | 1931  | 1936  | 1946 | 1954  | 1962  |
| ----- | ----- | ----- | ----- | ----- | ----- | ---- | ----- | ----- |
| 1 126 | 1 166 | 1 032 | 1 032 | 1 050 | 1 058 | 957  | 1 070 | 1 660 |

| 1968  | 1975  | 1982  | 1990  | 1999  | 2005  | 2006  | 2010  | 2015  |
| ----- | ----- | ----- | ----- | ----- | ----- | ----- | ----- | ----- |
| 1 125 | 1 199 | 1 210 | 1 443 | 1 613 | 1 621 | 1 641 | 1 768 | 1 844 |

| 2020  | 2022  | - | - | - | - | - | - | - |
| ----- | ----- | - | - | - | - | - | - | - |
| 1 838 | 1 882 | - | - | - | - | - | - | - |

### Enseignement
La commune de Saulce-sur-Rhône relève de l'académie de Grenoble

### Médias
Le territoire de la commune se situe dans l'aire de diffusion de plusieurs médias :
- Presse écrite
  - Le Dauphiné libéré, quotidien régional qui consacre, chaque jour, y compris le dimanche, dans son édition de « Romans et Drôme des collines » un ou plusieurs articles à l'actualité du canton et de la commune, ainsi que des informations sur les éventuelles manifestations locales, les travaux routiers, et autres événements divers à caractère local.
  - L'Agriculture Drômoise, journal d'informations agricoles et rurales, couvre l'ensemble du département de la Drôme.
  - Drôme Hebdo (ancien Peuple Libre), hebdomadaire chrétien d'informations.
- Presse audio-visuelle
  - France Bleu est une radio publique diffusée sur son territoire.

## Économie

### Agriculture
En 1992 : céréales, vergers, ovins.

## Culture locale et patrimoine

### Lieux et monuments
- Château La Tour de Veyre (XIVe siècle remanié) : donjon, chapelle gothique, cour Renaissance[14],[17] (voir plus haut : § Histoire).

La tour du Vère : maison forte du XIIIe siècle avec enceinte circulaire, remaniée au XVIe siècle[réf. nécessaire].
- Château (de) Gazavel (XIVe siècle remanié au XVIe siècle et au XIXe siècle[réf. nécessaire]) : style Renaissance, quatre tours[14],[17].
- Lieu-dit La Motte[17] : maison forte du XVIe siècle remaniée au XIXe siècle[réf. nécessaire].
- Lieu-dit Meluret[17] : domaine du XIXe siècle[réf. nécessaire].
- Château (de) Freycinet[14],[17].
- Église Saint-Joseph de Saulce-sur-Rhône du XIXe siècle[14].

### Héraldique, logotype et devise
|  | Saulce-sur-Rhône possède des armoiries dont l'origine et le blasonnement exact ne sont pas disponibles. |